# Марткопская битва
Марткопская битва (груз. მარტყოფის ბრძოლა) — военное столкновение между грузинским и персидским войсками.
Названо по близ лежащему населённому пункту — Марткопи.

## История
Весной 1625 года, стремясь укрепить свою власть в Картли, персидский шах Аббас I направил туда свои войска под командованием Карчих-хана и находящегося у шаха на службе грузинского военачальника Георгия Саакадзе. По-видимому, шах не полностью доверял последнему, поскольку забрал его сына Паату в заложники и приставил к Георгию советником персидского генерала. Рядом с Георгием в армии персов был другой его сын, Автандил.
По совету Георгия Карчих-хан отправил значительную часть своих войск в разные части Джавахети, разобщив и ослабив персидские силы. Основные силы персов стали лагерем у Марткопи.
Грузины обязаны своим успехом в битве подготовке, проведённой командующим Саакадзе. Согласно его планам, грузины должны были атаковать лагерь противника раньше, чем планировалось; Саакадзе и его окружение должны были убить персидских командиров.
На рассвете 25 марта объединённое картлийско-кахетинское войско подошло к вражескому лагерю. Услышав шум, часовые персов насторожились. Все персидские командиры в это время собрались в палатке Карчиха-хана, куда также вызвали Георгия. Неожиданно для персов тот напал на Карчих-хана и с помощью своего сына убил его, Автандил также убил сына Карчих-хана. Затем Георгий и его подручные перебили ошеломлённых персидских командиров. В это время грузины под предводительством второго командира Зураба Эристави напали на дезорганизованного врага, оставшегося без руководства. После жестокой и кровавой битвы в течение всего дня грузины одержали сокрушительную победу.
Описание Марткопской битвы приводятся в «Жизни Картли» и турецким летописцем XVII века Мустафой Наиме.
После битвы грузины заняли столицу (Тбилиси) и вытеснили персов из других регионов.